# Bahnstrecke Stavne–Leangen
| Lage der Strecke in Trondheim |                              |                                     |                                     |
| Kursbuchstrecke: | Marienborg–Lerkendal: NSB 26 |                                     |                                     |
| Streckenlänge: | 5,8 km                       |                                     |                                     |
| Spurweite: | 1435 mm (Normalspur)         |                                     |                                     |
| Streckengeschwindigkeit: | 100 km/h                     |                                     |                                     |
| |                              |                                     |                                     |
| \| \| \| Dovrebanen von Trondheim \| \| \| \| \| Steinbergsporet (stillgelegt 1995) \| \| \| \| 2,82 \| Marienborg (1999) \| (Abzweigstelle, 1917–1999 Bf.) \| \| \| \| Dovrebanen nach Stavne \| \| \| \| \| Dovrebanen von Heimdal \| \| \| \| \| Stavne bru über den Nidelva (186 m) \| \| \| \| 4,66 \| Lerkendal (1988)[1] \| Lerkendal (1988)[1] \| \| \| \| Tyholttunnelen \| (2760 m) \| \| \| \| Meråkerbanen von Trondheim \| \| \| \| \| Leangen (1892) \| 34 m \| \| \| \| Meråkerbanen nach Hell \| \| |                              |                                     |                                     |
| Strecke |                              | Dovrebanen von Trondheim            | Dovrebanen von Trondheim            |
| Abzweig geradeaus und ehemals von rechts |                              | Steinbergsporet (stillgelegt 1995)  | Steinbergsporet (stillgelegt 1995)  |
| Haltepunkt / Haltestelle | 2,82                         | Marienborg (1999)                   | (Abzweigstelle, 1917–1999 Bf.)      |
| Abzweig geradeaus und nach rechts |                              | Dovrebanen nach Stavne              | Dovrebanen nach Stavne              |
| Abzweig geradeaus und von rechts |                              | Dovrebanen von Heimdal              | Dovrebanen von Heimdal              |
| Brücke über Wasserlauf |                              | Stavne bru über den Nidelva (186 m) | Stavne bru über den Nidelva (186 m) |
| Haltepunkt / Haltestelle | 4,66                         | Lerkendal (1988)                    | Lerkendal (1988)                    |
| Tunnel |                              | Tyholttunnelen                      | (2760 m)                            |
| Abzweig geradeaus und von links |                              | Meråkerbanen von Trondheim          | Meråkerbanen von Trondheim          |
| Bahnhof |                              | Leangen (1892)                      | 34 m                                |
| Strecke |                              | Meråkerbanen nach Hell              | Meråkerbanen nach Hell              |

Die Bahnstrecke Stavne–Leangen (norw. Stavnebanen) ist eine 5,8 km lange Eisenbahnstrecke in der norwegischen Stadt Trondheim. Die Strecke trennt sich nördlich vom Bahnhof Marienborg von der Dovrebahn. Im Bahnhof Marienborg bildet die Strecke das Gleis 9 (Drovebahn Gleis 7). Danach wird die Drovebahn unterquert. In Stavne ermöglicht eine Verbindungskurve zur Dovrebahn die direkte Zufahrt aus Heimdal. Anschließend überquert die Strecke den Nidelva und die E6 und erreicht Lerkendal, die einzige Station an der Strecke. Von dort aus führt sie durch den 2,7 km langen Tyholttunnelen bis nach Leangen, wo sie auf die Meråkerbane Richtung Hell trifft. Die Strecke ist nicht elektrifiziert.

## Geschichte

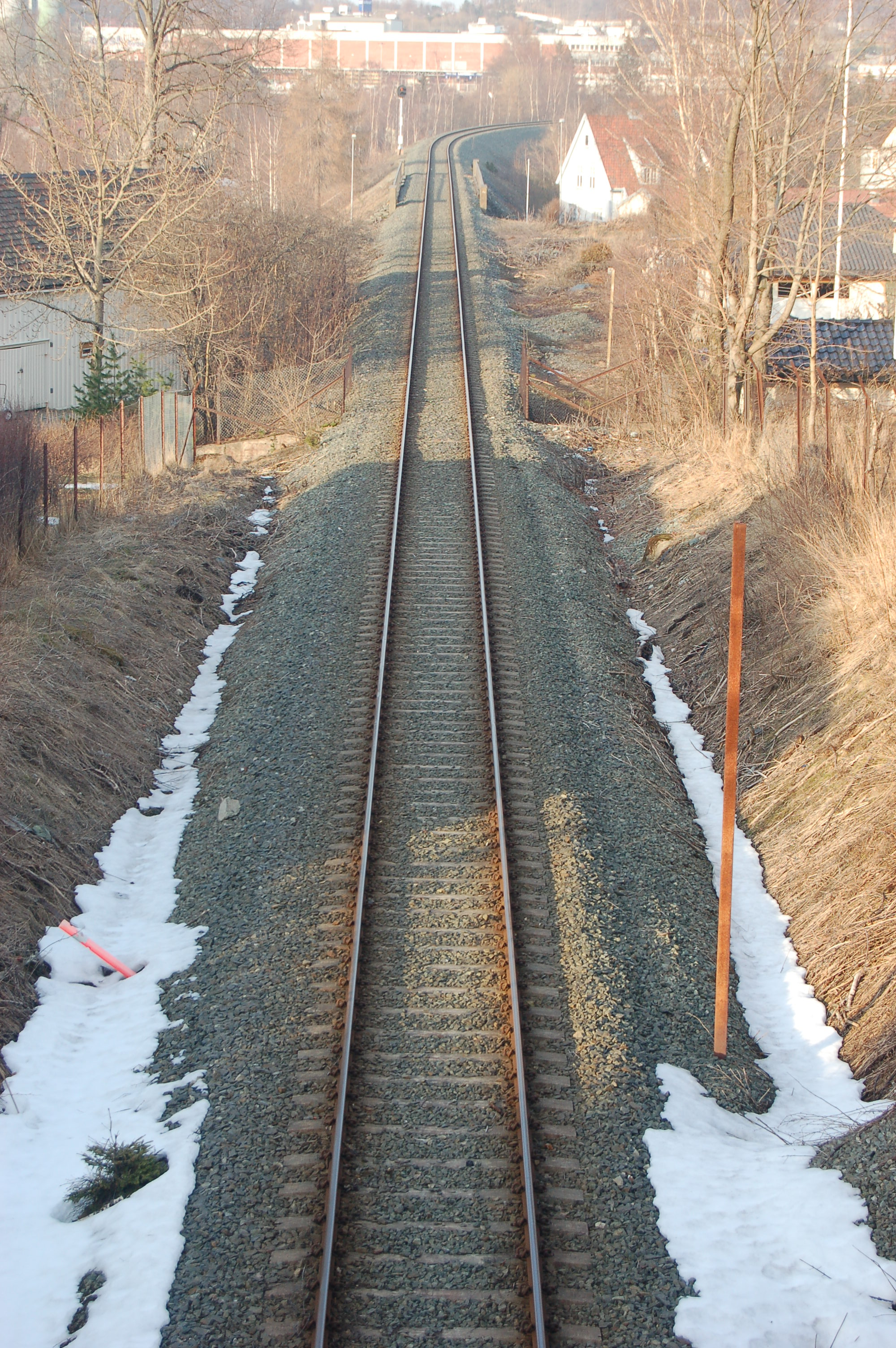
Stavnebanen vom Tyholttunnelen aus in Richtung Leangen

Stavnebanen wurde im Zweiten Weltkrieg auf Wunsch der deutschen Wehrmacht als eine Alternativstrecke außerhalb des Zentrums von Trondheim errichtet, um im Falle von Sabotageaktionen eine Ausweichroute zu haben. Weil der Tunnelbau lange dauerte, wurde eine parallele Strecke vom Bahnhof Skansen durch die Sandgata errichtet. Als der Krieg zu Ende war, war keiner der beiden Abschnitte fertiggestellt. Die Strecke von der Sandgate und weiter durch die Olav Tryggvasons gate reichte nur bis zur Søndre gate.
Der Weiterbau wurde lange verschoben, die Strecke wurde erst am 2. Juni 1957 in Betrieb genommen. Zuerst wurde sie nur für den Güterverkehr genutzt. Seit 1988 fahren auf der Strecke täglich die Lokalzüge aus Steinkjer, die in Marienborg die Dovrebahn verlassen, bis nach Lerkendal. Durch den Tyholttunnelen verkehren nach wie vor nur Güterzüge.
Für die Lokalzüge wurden bis 2020 Dieseltriebwagen der Baureihe Type 92 der Norges Statsbaner eingesetzt. Danach verkehrten die Züge mit Triebwagen der Baureihe Type 93, betrieben durch SJ Norge, gefolgt von Triebwagen der Baureihe Type 76, ebenfalls betrieben durch SJ Norge. Werktags werden am Vormittag zwei Verbindungen nach Lerkendal und nachmittags zwei Verbindungen ab Lerkendal angeboten.
Die Elektrifizierung der Strecke war ursprünglich für den Zeitraum 2017–2018 geplant, wurde jedoch aufgrund mangelnder staatlicher Finanzierung verschoben. Im Jahr 2022 begannen die Arbeiten, die Fertigstellung war für den Herbst 2024 geplant.

## Bilder

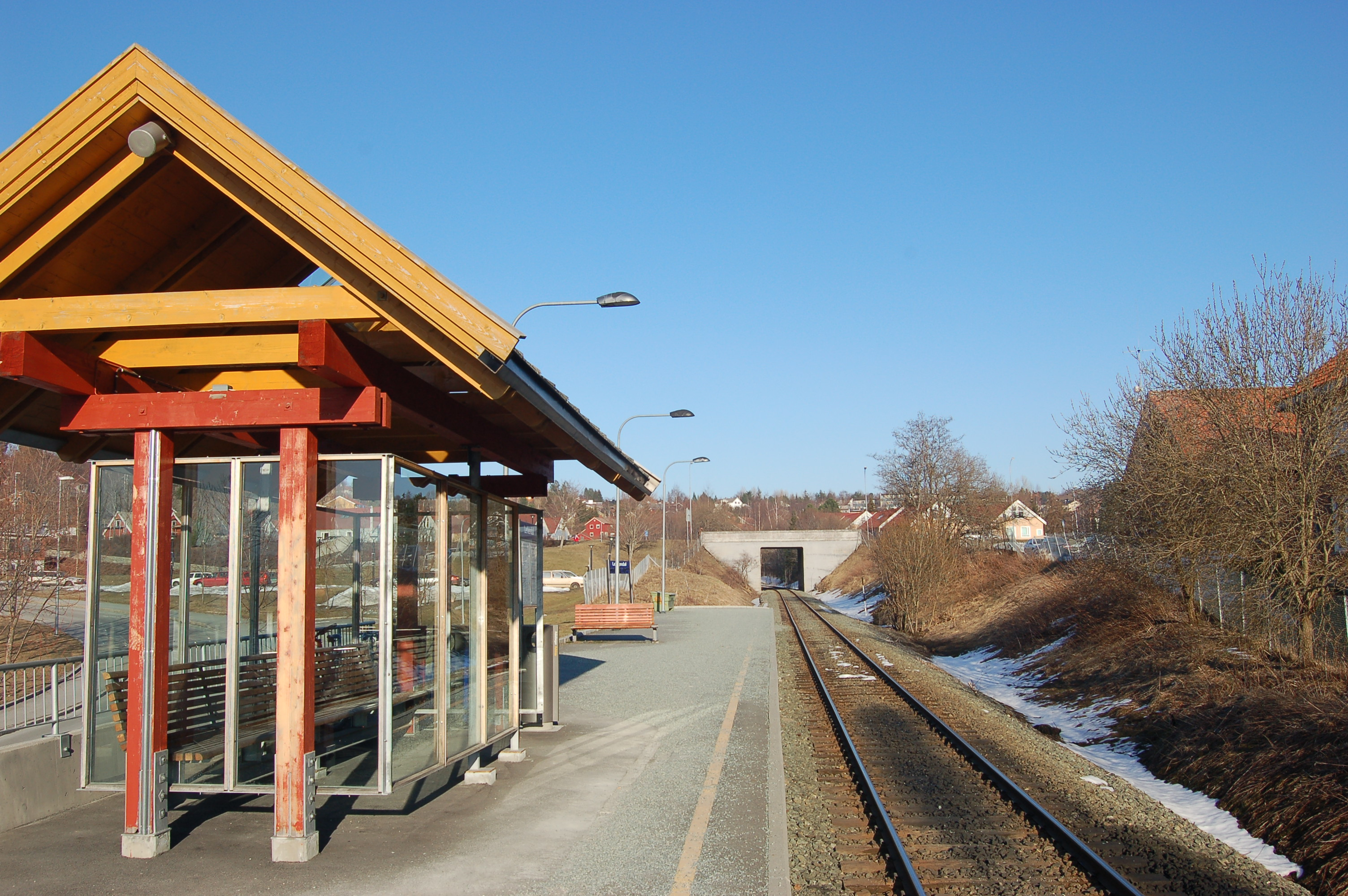
Station Lerkendal
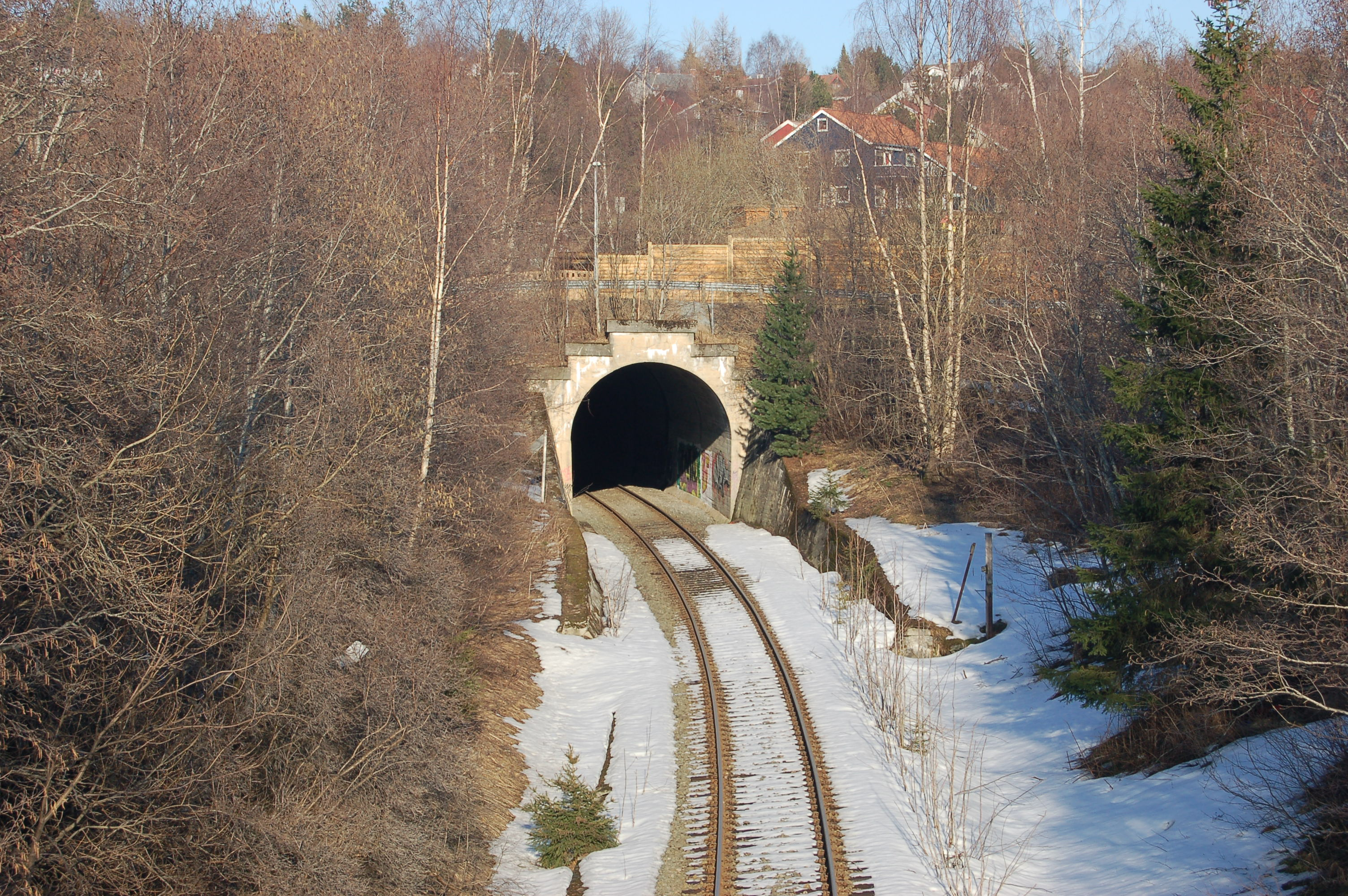
Tyholttunnelen
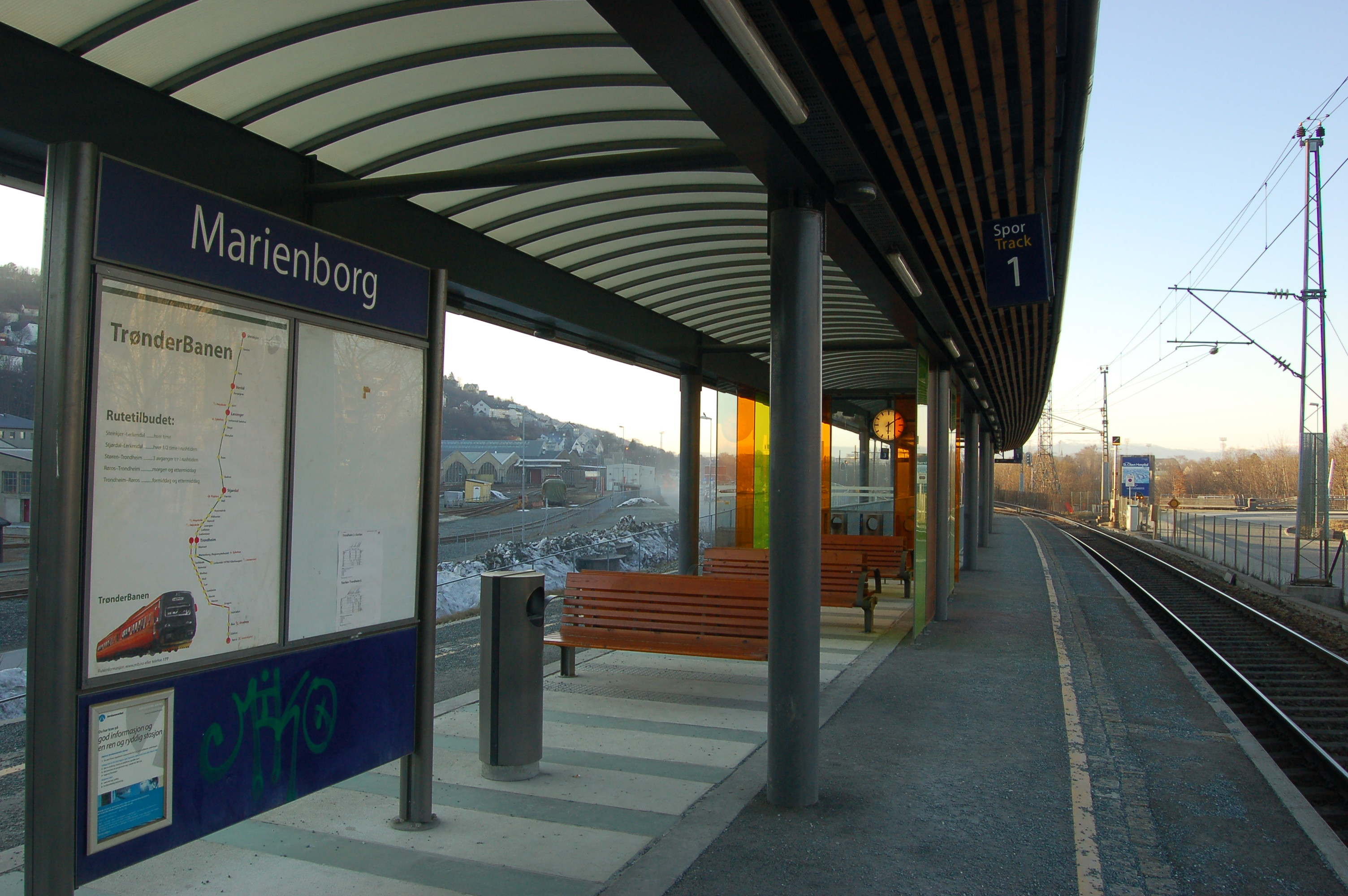
Marienborg
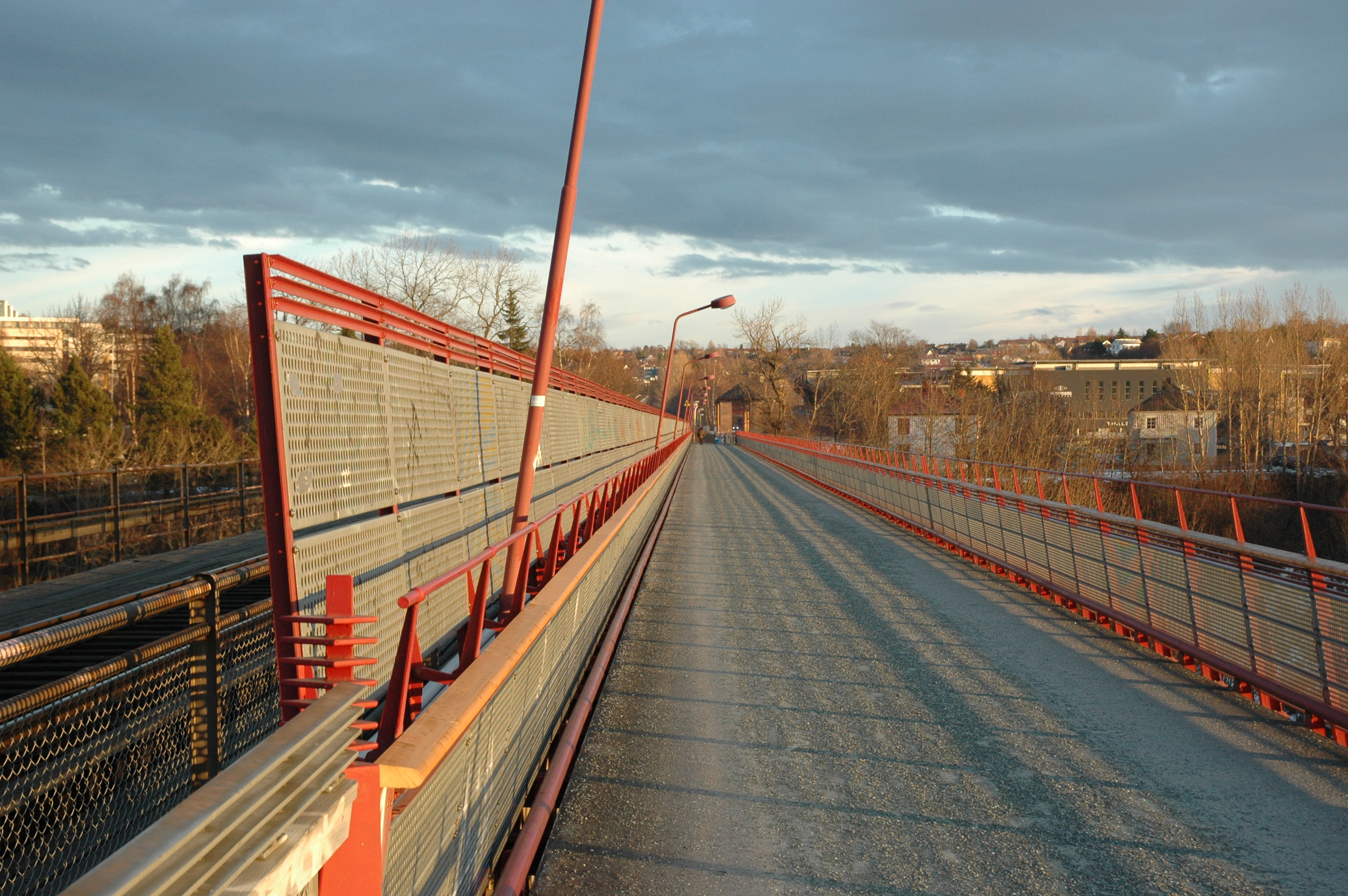
Stavne bru